# Alfred Kazin
Alfred Kazin (* 5. Juni 1915 in Brooklyn; † 5. Juni 1998 in Manhattan) war ein US-amerikanischer Autor und Literaturkritiker. Viele seiner Veröffentlichungen beschreiben die Erfahrungen von Immigranten in den Vereinigten Staaten des frühen 20. Jahrhunderts.

## Leben
Alfred Kazin war ein Sohn des Anstreichers Gedahlia „Charles“ Kazin und der Schneiderin Gita Kazin, geb. Fagelman. Seine Eltern waren russische Immigranten jüdischen Glaubens, die außerdem eine Tochter, Pearl (* 1922), hatten. Die Umgangssprache in der Familie und die Erstsprache der Kinder war Jiddisch. Alfred Kazin wuchs im New Yorker Stadtviertel Brownsville (Brooklyn) auf. Ein Studium am City College of New York (CCNY) schloss er 1935 mit dem Bachelor of Social Science ab. Von 1937 bis 1942 arbeitete er am CCNY als Englisch-Tutor. 1938 erlangte er den Master in Anglistik an der Columbia University. Ab 1941 war er an der New School for Social Research tätig. 1940 und 1947 erhielt er ein Guggenheim-Stipendium und 1945 ein Rockefeller-Stipendium.
1942 veröffentlichte Kazin sein erstes Buch, On native grounds. Das dreiteilige Werk beschreibt die Entwicklung der amerikanischen Literatur von 1890 bis 1940. Es bekam gute Kritiken und machte Kazin in der Literaturszene Manhattans bekannt. Anschließend arbeitete er ein Jahr als Literaturredakteur für das Politikmagazin The New Republic. 1944 war er kurzzeitig für das Wirtschaftsmagazin Fortune tätig. 1951 erschien Kazins zweites Buch, A walker in the city, in dem er seine Entwicklung als junger Mann zum Thema machte.
In den folgenden zehn Jahren arbeitete Kazin als Gastprofessor an den Universitäten Harvard (1952), Smith College (1953/1954), Amherst College (1955 bis 1958), University of Puerto Rico (1959), New York University (1960), Princeton University (1961) und University of California at Berkeley (1962). 1963 war er Englischprofessor an der Stony Brook University. Ab 1973 lehrte er als Distinguished Professor Englisch am Hunter College und am CUNY Graduate Center.
Kazin schrieb Kritiken und Essays für Zeitschriften wie American Mercury, Partisan Review, The New Yorker und Harper’s Magazine. Er veröffentlichte mehrere Essay-Sammlungen (häufig mit vorher in Zeitschriften veröffentlichten Buchrezensionen) und literaturkritische Betrachtungen zu verschiedenen Schriftstellern wie F. Scott Fitzgerald, William Blake und Theodore Dreiser. Es erschienen außerdem zwei weitere Bücher, in denen er seinen Lebensweg beschrieb: Starting out in the thirties (1965) und New York Jew (1978).
Für sein Schaffen wurde Kazin mehrfach ausgezeichnet. Unter anderem wurde er 1960 in die American Academy of Arts and Sciences und 1965 in die American Academy of Arts and Letters gewählt und erhielt 1966 den George Polk Award in der Kategorie „Kritik“. 1995 gewann er den Ivan Sandrof Lifetime Achievement Award für sein Lebenswerk als Literaturkritiker. 1996 wurde ihm der erste Truman Capote Lifetime Achievement Award in Literary Criticism verliehen, eine mit 100.000 Dollar dotierte Auszeichnung des Truman Capote Literary Trust.
Kazin war viermal verheiratet, zunächst mit Natasha Dohn, Tochter russischer Immigranten, und nach der Scheidung von ihr drei Jahre lang mit Caroline Bookman. Aus dieser zweiten Ehe ging sein Sohn, der Historiker Michael Kazin (* 1948), hervor. 1952 heiratete Alfred Kazin die Autorin und Hochschullehrerin Ann Birstein, die an seiner Publikation The Works of Anne Frank (1959) beteiligt war. Das Paar zog Kazins Sohn auf und bekam eine Tochter, die spätere Hochschullehrerin Cathrael Kazin. 1983 schließlich ehelichte Kazin die Autorin Judith Dunford.
1998 starb Kazin an seinem 83. Geburtstag in seinem Heim in der Upper West Side (Manhattan) aufgrund eines Krebsleidens.

## Publikationen (Auswahl)

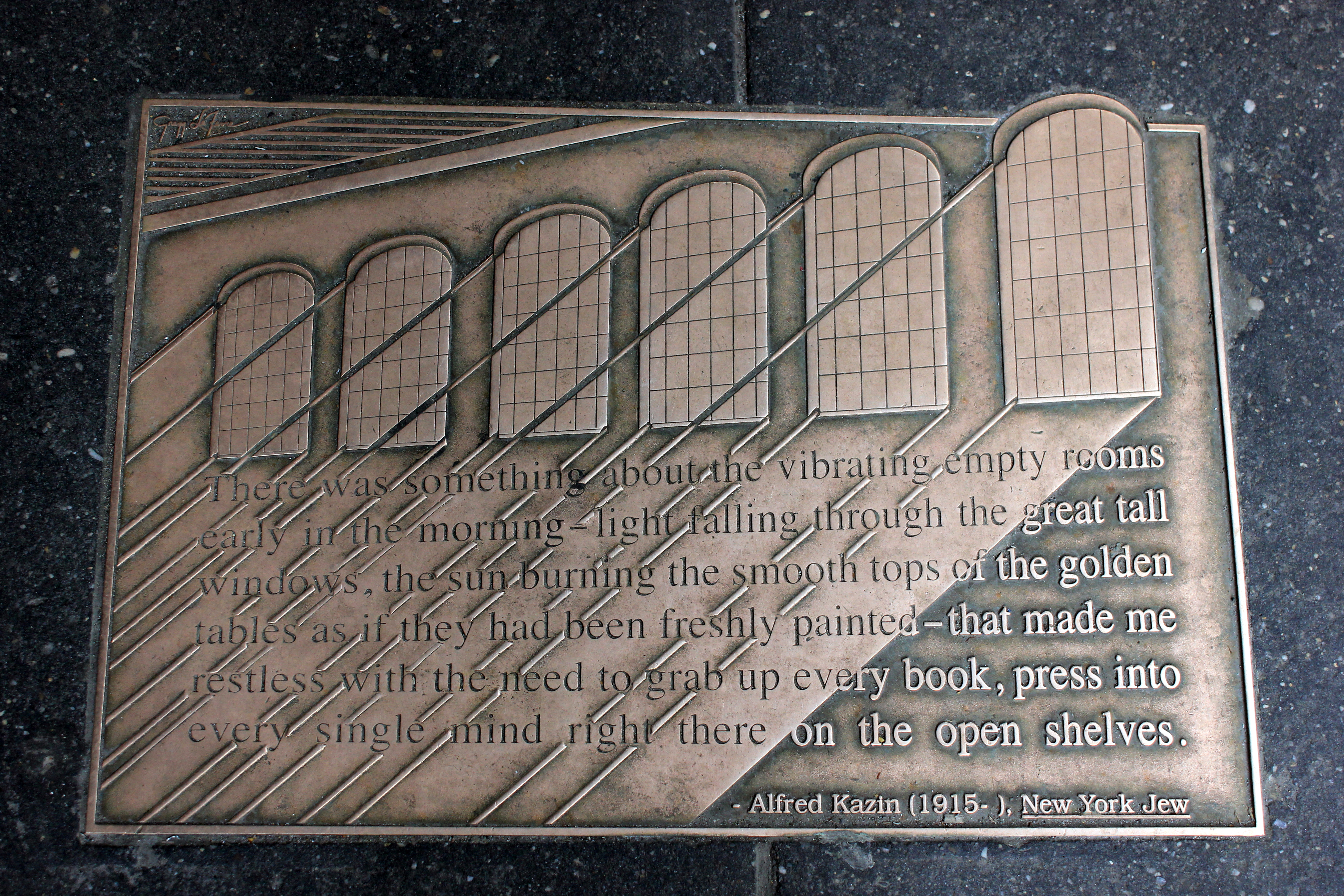
Bronzetafel mit Zitat aus Kazins autobiografischem Werk New York Jew (1978) auf dem Library Walk in Manhattan

- On native grounds: an interpretation of modern American prose. Reynal & Hitchcock, New York 1942.
  - Der amerikanische Roman: Eine Interpretation moderner amerikanischer Prosaliteratur. Overseas editions, New York 1942.
- A walker in the city.  Harcourt, Brace, New York 1951.
  - Meine Strassen in New York. Ins Deutsche übersetzt von Erika Meier, Walter, Olten 1966.
- F. Scott Fitzgerald: the man and his work. World Pub. Co., Cleveland 1951.
- mit Ann Birstein: The Works of Anne Frank. Doubleday & Co., Garden City, N.Y. 1959.
- Contemporaries. (Essays) Little, Brown, Boston 1962.
- Starting out in the thirties. Little, Brown, Boston 1965.
- New York Jew. Knopf, New York 1978.